# Abû Bakr Ibn At Tayyib Al Bâqillânî
Abû Bakr Muḥammad Ibn At Ṭayyib Al Bâqillânî (arabe : أبو بكر محمد بن الطيب الباقلاني), parfois appelé al-Bakilani, est un théologien ash'arite, un juriste malikite, un spécialiste des Usūl al-Dīn et des hadiths.
Il naquit à Bassora vers 950 (338 H.) mais vécut la majeure partie de sa vie à Bagdad. Il étudia auprès des plus grands disciples de l'imâm Abul Hasan Al Ash'arî, dont l'imâm Abū ʿAbd Allāh Ibn Mujāhid al-Taï (ar), et Abū l-Ḥasan  al-Bāhilī (ar). Il fut également qadi malikite du Califat de l'époque dans la ville de Karkh ou Ukbarah puis à Bagdad.
Il fut célèbre pour sa participation à des débats théologiques : membre de la délégation envoyée par Adhud ad-Dawla à Byzance, c'est lui qui fut chargé, en 982, de défendre la théologie sunnite face aux théologiens chrétiens auprès de l'empereur Basile II,. Sa notoriété est due aussi à ses assemblées de science extrêmement suivies, aussi bien par des savants que des étudiants. Il y forma notamment les célèbres imâms Abū Muḥammad al-Mālikī (en), Abû Ja'far al-Simnânî (ar),, Abul Qâsim Al Qushayrî et Abû Bakr Al Bayhaqî[réf. nécessaire]. Certains l'ont désigné comme le mujaddid du IVe siècle de l'Hégire. Il fut le précepteur du fils d'Aḍud al-Dawla à Chiraz avant de partir pour Bagdad vers 975.
Il mourut le 5 juin 1013 (403 H.) dans la ville de Bagdad où il fut enterré auprès de l'imam Ahmad Ibn Hanbal.

## Croyance: les attributs divins
L'imam Al-Bâqillâni a laissé beaucoup d’œuvres précieuses traitant de la croyance des musulmans sunnites, comme son livre Al-Insâf dans lequel il prend position contre la lecture littérale des versets anthropomorphiques du Coran. Dans l'Al-Insâf, il dit : « Il est un devoir de savoir que le Seigneur ta’âlâ est exempt de tout ce qui indique l’entrée en existence ou un quelconque défaut. Ainsi, Il est exempt, ta’âlâ, de la caractérisation par les directions, d’être qualifié par les caractéristiques de ce qui entre en existence, Il n’est pas caractérisé non plus par le changement et le déplacement, ni la position debout, ni la position assise en raison de Sa parole ta’âlâ : {لَيْسَ كَمِثْلِهِ شَيْءٌ} (layça kamithlihî chay) [soûrat Ach-Choûrâ / 11] qui signifie : « Rien n’est tel que Lui » et en raison de Sa parole : {وَلَمْ يَكُن لَّهُ كُفُواً أَحَدٌ} (wa lam yakoun lahou koufouwan ‘ahad) [sourat Al-Ikhlâs/4] qui signifie : « Il n’a point d’équivalent ». Car les attributs précédemment cités indiquent l’entrée en existence et Allâh ta’âlâ est exempt de tout cela ». La notion de corps (jism) implique l'idée de parties (membres et organes) et donc de composition. Or, Dieu est un. Elle implique aussi l'idée de limitation et de faiblesse. C'est pourquoi Baqillani préfère utiliser le mot chay' (chose, étant) pour parler de Dieu, plutôt que jism : le premier est plus général et ne comporte pas d'idée de composition.
Il y dit également : « Nous ne disons pas que le Trône est un lieu d’établissement ou un endroit pour Allâh car Allâh ta’âlâ existe de toute éternité alors qu’il n’y a pas d’endroit de toute éternité. Lorsque les endroits ont été créés par Lui, Il n’a pas changé par rapport à ce qu’Il est de toute éternité ». Al-Bâqillânî fait référence au verset XX, 4 du Coran, qui parle du « Miséricordieux qui siège sur le trône » (trad. Kasimirski). Une lecture de ce verset à la lettre conduit à attribuer à Dieu un corps, et à le limiter à une localisation, ce qui semble en contradiction avec l'idée de sa toute-puissance. Le texte doit plutôt être interprété comme une métaphore de la puissance de Dieu.
Il a dit également : « Allâh ta’âlâ n’est pas attribué par les directions, et certes Il n’est pas dans une direction ». En effet, les attributs de Dieu, du point de vue acharite, sont réels et éternels. Par conséquent, le mouvement et la direction, qui impliquent un commencement et une limitation, ne peuvent être des attributs de Dieu. Pourtant, dans le Kitab al-tamhid, Baqillani n'hésitait pas à attribuer à Dieu des sentiments tels que la colère et la satisfaction. Il admettait l'idée que Dieu ne soit pas partout, mais localisé en un lieu, à savoir sur son Trône, et il citait à l'appui de cette opinion le verset : «À lui montent les bonnes paroles »(XXXV, 10). Mais le Kitab al-tamhid est une œuvre de jeunesse, composée vers 970. Il semble que la pensée de Baqillani ait évolué.
Cependant, al-Baqillani n'a pas l'audace qu'aura al-Juwayni de proposer une interprétation des versets anthropomorphiques. Il en reste à la position d'al-Ash'ari : bi lâ kayfa (pas de : comment ?), c'est-à-dire : Allah a des attributs qui ne sont pas semblables à ceux de ses créatures, mais on ne s'aventure pas à les caractériser davantage.

## Influence et originalité
Louis Gardet cite Bâqillânî comme représentatif de la première étape du développement de la théologie acharite. La pensée d'al-Bâqillâni a eu une influence sur celle d'un autre maître du kalâm ash'arite : l'imâm al-Juwaynî, désigné comme la deuxième étape importante dans l'évolution de l'acharisme. On retrouve chez ce dernier une condamnation semblable de la lecture littéraliste des versets sur les attributs anthropomorphiques de Dieu, mais il propose une interprétation allégorique de ces versets. 

### Apports

#### La parole de Dieu
L'un de ces attributs divins, la parole, a conduit al-Juwaynî à une position originale, différente de celle de son maître al-Ash'ari. Cette thèse est cependant préfigurée dans l'œuvre d'Al-Bâqillânî, qui proposait déjà une distinction entre la Parole intérieure ou l'essence de la Parole, et la parole inscrite matériellement dans des signes sonores ou écrits. Dans Al-insaf, il distingue en effet la parole de Dieu (kalâm Allah), qui est éternelle, incréée, de son expression au moyen de lettres, de mots et de sons. Cette dernière est créée. Il en veut pour preuve le fait que les mots et phrases se suivent, se succèdent les uns les autres, de façon séquentielle. Or, ce qui est successif est temporel, non éternel. La parole divine, c'est le sens des mots. Les prophètes se sont adressés à divers peuples dans leur propre langue. Les mots changent, mais le message est chaque fois le même. La parole divine reste inchangée, même si elle peut prendre des formes différentes, selon qu'elle est exprimée en hébreu, en syriaque, ou en arabe.

#### Théorie des modes
Il adopte aussi, à la suite du mu'tazilite al-Jubba'ī, la théorie du ḥal (état  ou mode) qui sera reprise par Al-Juwaynī. Il reprend le concept de mode pour tenter de penser la relation entre la puissance humaine d'agir, engendrée par Dieu, et le résultat de l'action, afin de dépasser la difficulté, laissée en l'état par Achari, quant à la responsabilité de l'homme. Dans Hidāyat al-mustarshidīn, il met en avant le fait que, si notre échec à réaliser notre intention révèle notre absence de pouvoir sur nos actes, inversement, dans tous les cas où notre action se réalise conformément à notre intention, cela témoigne d'une puissance de notre volonté. Il propose une comparaison avec la perception sensible : bien que les objets de nos sens ne soient pas créés par nous, il n'empêche que la perception que nous en avons est bien nôtre ; de même, bien que notre puissance soit créée par Dieu, nos actes nous appartiennent cependant, de sorte que nous pouvons en répondre. 
Le concept de ḥal permet aussi de penser la relation des Attributs à l'essence de Dieu. « Être savant » et le « savoir » ne font pas référence à la même réalité : le savoir est une entité, tandis qu'être savant est un mode d'être. Le Kitab al-tamhid, sur lequel le chapitre de l'Histoire de la philosophie en islam de Badawi consacré à Baqillanî est fondé, comporte au contraire une réfutation de la théorie des modes, ce qui confirme l'hypothèse d'une évolution des idées de Baqillani au cours de sa vie, puisqu'il reprend la théorie des modes à son compte dans la Hidāyat al-mustarshidīn. Dans le Tamhid, Baqillani ne cite pas les philosophes aristotéliciens. Pourtant, les concepts auxquels il fait appel (substance et accident, et surtout être nécessaire) dans Hidāyat révèlent une influence, au moins indirecte, des falasifa,.
Il s'écarte aussi de la théorie de son maître quant à l'attribut qu'est l'éternité : selon lui, l'éternité, au contraire des autres Attributs, n'est pas distincte de l'essence de Dieu.

#### Inimitabilité du Coran
Son approche du dogme de l'inimitabilité du Coran (i'jâz), auquel il consacre un livre, est originale. Il rejette la théorie du mutazilite an-Nazzam, qui n'accorde pas de supériorité au style littéraire du Coran, mais seulement à son contenu, qui révèle des informations cachées aux simples mortels. Pour Baqillani, il faut prendre en compte aussi la composition littéraire du texte. Si l'on tient compte ces deux critères, le Coran est une œuvre inimitable dans la mesure où elle est unique en son genre. Nasr Hamid Abu Zayd explique en ces termes le point de vue de Baqillani : « Pour lui, le caractère unique du Coran réside précisément dans le fait qu’il n’est ni prose ni poésie ; c’est un genre littéraire en soi. »
Sous l'influence des mutazilites, dont il adopte la structure des traités, il introduit un type de plan, qui sera repris par ses successeurs, comme al-Juwaynī, al-Baghdadi et al-Shahrastani. Le Kitab al-tamhid commence par l'étude des conditions de la connaissance, pour examiner ensuite la preuve de l'existence de Dieu et la question de ses attributs ; il s'achève par un développement sur la question politique de l'imâmat.
Cependant, il reste délicat de distinguer les nouveautés des reprises dans l'œuvre d'al-Bâqillânî, dans la mesure où l'on dispose de peu de textes des premiers disciples d'al-Ach'ari.

### Reprises
En revanche, les autres aspects de la pensée d'al-Bâqillânî présentent peu d'originalité par rapport à celle du fondateur de l'école ash'arite. Cependant, cette fidélité présente l'avantage de nous permettre de mieux nous familiariser avec la théologie d'al-Ash'ari, dont nous avons une connaissance surtout indirecte. 
Par exemple, la démonstration de l'existence de Dieu est empruntée à al-Ash'ari. Son raisonnement, c'est que tout ce qui est engendré a besoin d'un auteur. Le monde ne se suffit pas à lui-même. « Les formes du monde et les mouvements des sphères supposent un créateur » (K. al-Tamhid). Baqillani reprend d'al-Ach'ari la comparaison avec la fabrication humaine : pas de maison sans maçon, pas d'écriture sans un écrivain.
Également la démonstration de l'unicité de Dieu, par l'argument de l'empêchement mutuel (dalīl al-tamānu') : s'il y avait eu plusieurs dieux, ils se seraient empêchés mutuellement de créer ; or le monde existe, c'est donc qu'il y a un seul Dieu. Cet argument se trouve aussi sous la plume du mutazilite al-Jabbar. Aussi bien sa démonstration du dogme que rien n'est semblable à Dieu : si Dieu ressemblait à ses créatures, alors il serait créé lui aussi, ou bien c'est le monde qui serait éternel. Dieu est nécessairement éternel. S'il était créé, il faudrait lui supposer un créateur, ce qui nous entraînerait dans une régression à l'infini. Baqillani explique pourquoi une telle régression n'est pas logiquement acceptable : c'est que l'infini étant ce qui ne peut jamais être achevé, si l'existence du monde reposait sur une série infinie de causes, alors ce monde ne pourrait pas exister. Le constat de son existence est la preuve qu'il a un auteur éternel.
De même sa typologie des connaissances. Il distingue les connaissances « nécessaires » (empiriques, issues des cinq sens, mais aussi du sens interne ; et les lois de la raison comme le principe de non-contradiction ; elles sont nécessaires en ce sens qu'elles sont indéniables) des connaissances acquises (par le raisonnement).
Al-Bâqillânî reprend aussi, pour l'essentiel, la problématique des attributs divins exposée par le fondateur de l'école. Il distingue, comme l'ont fait auparavant les mutazilites, entre les attributs de l'essence de Dieu, inséparables de Lui et éternels, comme la volonté, la science, la toute-puissance... des attributs des actes, qui eux sont créés au moment de l'action. Par exemple, la justice. La volonté divine, comme pour al-Ach'ari, est éternelle et illimitée : elle s'étend à tout. L'argument de Baqillani est celui du maître : toute exception à l'étendue de la volonté introduirait une faiblesse dans la nature de Dieu, qui ne pourrait plus être dit tout-puissant. Dans le Kitab al-tamhid, il défend le dogme de la vision béatifique - la possibilité pour les élus de voir Dieu, de leurs yeux, au Paradis.
La justice, attribut de l'action, passe ainsi au second plan. La volonté divine étant sans limite, Dieu est cause de tout, et tout ce qui arrive est l'effet de sa volonté. Cette position soulève le problème du mal. Dieu est-il la cause du mal ? Baqillani récuse le pouvoir de la raison humaine de juger du juste et de l'injuste. Le bien, c'est ce qui arrive, c'est ce que Dieu a voulu. Ce qui nous paraît injuste n'est injuste que de notre point de vue. La doctrine de la volonté absolue de Dieu a des conséquences inattendues, par exemple sur la théorie économique. Selon Baqillani, les prix ne sont fixés ni par la volonté des hommes ni par aucune loi économique telle que l'offre et la demande parce que c'est la volonté de Dieu qui, en dernier ressort, fixe les besoins et l'abondance ou la rareté. Une telle théorie rend impossible une véritable science économique qui dégagerait des lois conçus comme constantes et nécessaires.
Dans le Kitab al-tamhid, il énumère les différents types de raisonnements : le dilemme (qui s'exprime sous la forme : « de deux choses l'une », la généralisation, le raisonnement par analogie (appelé qiyās par les juristes). Cette logique « à deux termes » est héritée du fiqh. Bāqillānī ne semble pas avoir eu connaissance de la logique aristotélicienne à trois termes,. C'est al-Juwayni qui l'introduira dans la théologie. Dans cette mesure, Baqillani est un représentant de la « voie des anciens ».
Pareillement, il conserve la théorie atomiste, en particulier sur le plan temporel : la durée est constituée d'une succession d'instants ; c'est Dieu, cause de tout, qui assure la continuité d'un instant à l'autre. Ce qui suppose une intervention constante de la Providence. Comme pour al-Ash'ari, la toute-puissance de Dieu implique l'absence de toute autre cause efficace que lui. En conséquence, il n'y a pas de causalité réelle, mais seulement des coïncidences ou des connexions établies librement par Dieu, qu'il pourrait changer s'il le voulait.
Les atomes, conformément au sens étymologique du mot grec, sont indivisibles. Les substances, composées d'atomes, sont matérielles. C'est pourquoi Dieu ne peut être, comme le soutiennent les chrétiens, une substance. Son affirmation de l'existence des atomes implique celle de leur corollaire le vide. Ibn Khaldūn lui avait attribué la paternité de l'introduction de la théorie atomistique dans la théologie ; mais en réalité, il ne s'agit pas d'une nouveauté, puisque des mu'tazilites, l'ont devancé, par exemple al-Hudhayl (al-ʿAllaf), et al-Ach'ari a fait sienne leur théorie.

### Méthode
Quant aux types de raisonnements employés, ils rattachent al-Bâqillânî à la période classique de l'ash'arisme, celle où la logique d'Aristote n'a pas encore, sous l'impulsion d'al-Juwaynî, fait son entrée dans le kalâm. C'est pourquoi Ibn Khaldūn le tient pour le « chef de file » de l'ancienne école. En effet, Al-Bâqillânî s'en tient au raisonnement à deux termes, caractéristique des méthodes des juristes musulmans de l'époque. En voici un exemple : al-Bâqillânî entend prouver que Dieu ne peut pas être semblable à ses créatures. Il raisonne ainsi. De deux choses l'une : soit Dieu serait semblable aux êtres créés quant à leur nature ; mais alors les créatures seraient éternelles, ou Dieu serait contingent, ce qui ne peut être accepté. Soit ils sont semblables quant à leur forme ; mais il faut admettre alors que Dieu lui-même a été "formé", c'est-à-dire supposer l'existence d'un Formateur, ce qui ne peut être accepté non plus. Le raisonnement d'al-Bâqillânî constitue un exemple de dilemme, typique de la logique classique, qui sera renouvelée par al-Juwaynî puis al-Ghazâlî.

### Politique
La fin du Kitab al-tamhid, selon une structure que l'on retrouve dans les ouvrages ultérieurs des maîtres de kalâm, aborde la théorie de l'imamat, c'est-à-dire du califat. La question est polémique, les arguments acharites visent à réfuter ceux des chiites.
Bâqillânî envisage deux sources de la légitimité du pouvoir du calife : la désignation et l'élection. Mais il écarte la première du fait qu'elle n'est pas justifiée par l'exemple du Prophète, qui n'a pas désigné son propre successeur. Il ne reste donc que l'élection. Il ne s'agit pas d'une élection au suffrage universel, mais par l'élite de ceux qui, parmi la communauté des croyants, ont le pouvoir de conclure des contrats. Il n'est pas nécessaire que l'ensemble des électeurs soient consultés - le cas s'est présenté lorsque Abu Bakr, le premier calife, a été choisi : les membres de l'élite musulmane n'étaient pas tous présents. Baqillani s'interroge sur le nombre minimum d'électeurs requis. Aucun nombre n'est spécifié par la tradition ; en outre, le serment d'allégeance s'apparente à un contrat ; or, dans ce cas, le verdict d'un seul juge suffit. Par conséquent, un seul électeur peut choisir le meilleur candidat.
Le calife, pour Baqillani, doit obligatoirement être d'ascendance quraychite - il doit être de la tribu d'origine du Prophète. Il doit être versé dans les sciences juridiques et être compétent dans celles de la guerre.
La communauté peut déchoir le calife dans certaines circonstances : en cas d'apostasie ; de folie ; aussi, et Baqillani souligne lui-même que cette condition a été négligée par ses prédécesseurs, si le calife se conduit de façon injuste.

## Héritage
Le fait qu'une partie seulement de son œuvre nous est parvenue doit inciter à la prudence dans l'appréciation de l'originalité de la pensée du qadi Abu Bakr. Mais il semble avéré qu'il a joué un rôle important dans la diffusion de l'acharisme, à partir de Bagdad et jusqu'au Maghreb, d'abord à Kairouan, sans doute en raison de l'affiliation de Baqillani à l'école malikite,. Les disciples qu'il a formés ont à leur tour diffusé sa doctrine : Abū ʿAbd Allāh al-Azdī et Abū ʿImrān al-Fāsī (en) au Maghreb, et Abū Jaʿfar al-Simnāni (ar).

## Œuvres

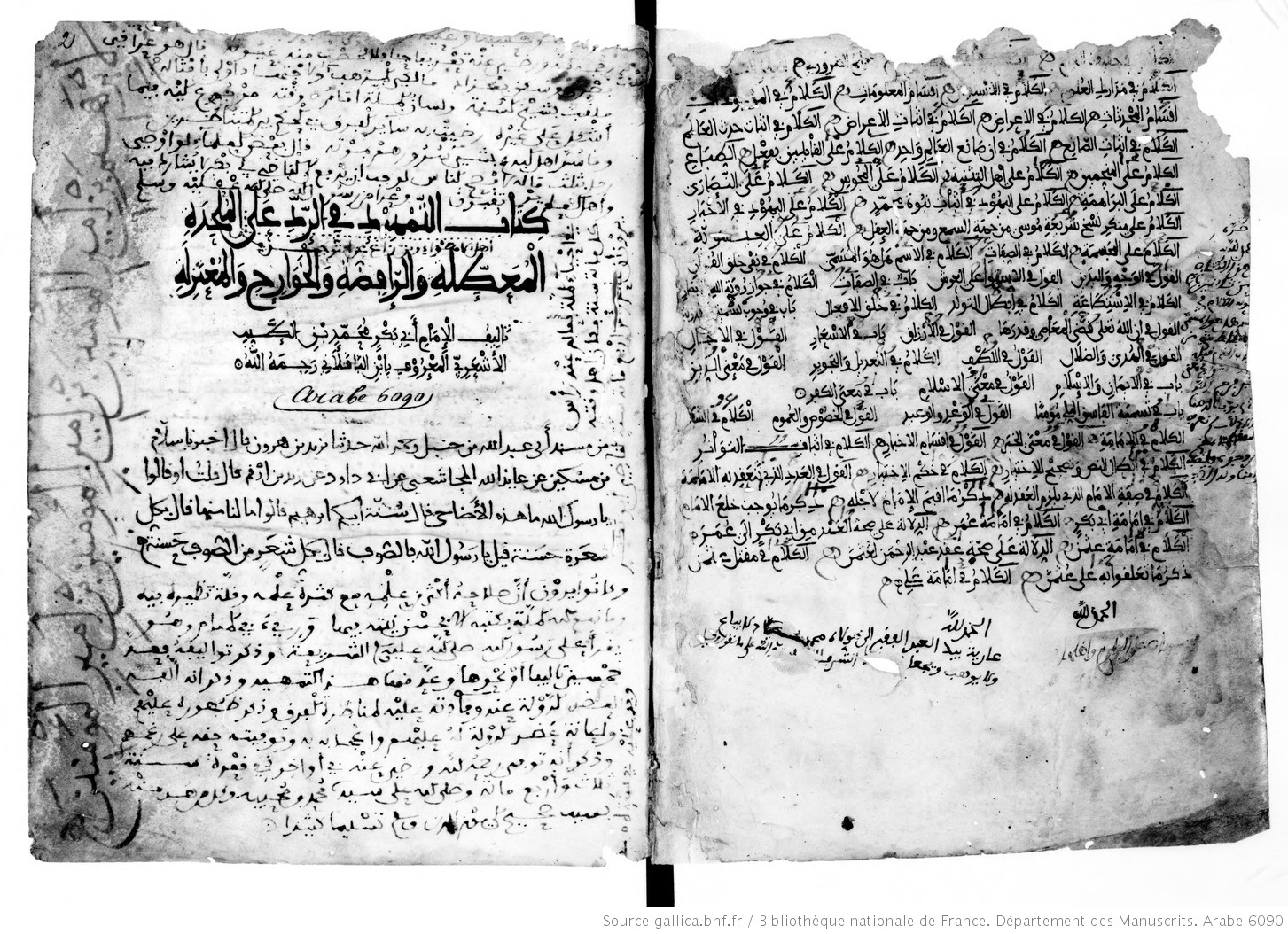
Manuscrit sur parchemin du Kitab al-tamhîd

Il écrivit de nombreux ouvrages très appréciés des sunnites. Le qadi ʿIyāḍ, dans Tarlîb al-madârik, recense cinquante-cinq ouvrages écrits par Baqillani. Hélas, seuls six d'entre eux ont été conservés. En 1965, seulement quatre sont publiés.
- I'jâz al Qur'ân (« Le miracle du Coran » ou « L'inimitabilité du Coran » ; explique en quoi le Coran constitue un miracle). Publié au Caire, traduit en anglais.
- Al Intiṣâr lil Qur'ân ( Justice to the Qur'an ). Éd. al-Ṭab‘ah 1, Beyrouth, 2004.
- At Taqrîb wa Al Irshâd "al-ṣaghīr" (ar). Éd. Muʼassasat al-Risālah, Beyrouth, 1993-1998. En arabe.
- Tamhīd fī l-radd ʿalā l-molḥida al-moʿaṭṭila wa l-rāfiḍa wa l-h̲awārij wa l-moʿtazila (ou, selon les manuscrits, Kitab fihi tamhid al-dala'il wa talkhis al-awa'il (ar)[61] ou Kitab al-Tamhīd, « L'introduction ») : Traité écrit pour réfuter les hérétiques qui nient l'existence des attributs d'Allah, les Rafidhites, les Kharidjis, les Mutazalites et les chrétiens. al-Khudairî et  Abû Rîdah, Le Caire, 1947[62]. Édition établie d'après le seul manuscrit de Paris, incomplet. Nouvelle édition Beyrouth, Librairie Orientale, 1957 par McCarthy, à partir du manuscrit de Paris et des deux d'Istanbul[63].
- Al Inṣâf fîmâ yajibu i'tiqâduhu wa lā yajûz ul jahl bihi fî 'ilm il kalâm (en) (« De ce qu'il est obligatoire de connaître en matière de kalâm »). Connu aussi sous le titre al-Risālā al-ḥurra, ce traité aborde les questions qui faisaient l'objet de divergences entre acharites et mutazilites[4]. Al-Kawtari, 2000[64].
- Manaqîb al Â'immah Al Arba'ah («Le livre des mérites des imaâms »), Damas, 1947.
- Al Hidâyah al-muslarshidîn wa al-muqni' fî usûl al-dîn (en grande partie perdu[65]). Une partie est le Kitāb at-tawallud : réfutation de la théorie mutazilite des actes engendrés[66].
- Miracle and magic : a treatise on the nature of the apologetic miracle and its differentiation from charisms trickery, divination, magic and spells. Édité par Richard J. McCarthy, Beyrouth, 1958. Traduction de Al-Bayân 'an al-farq bain mu'jizât al-nabiyyîn wa karâmât al sâlihîn[67].
- Kashf al-asrār fī l-radd ʿalā l-Bāṭiniyya (« Dévoilement des secrets pour réfuter les Batinides ») ou Kashf al-asrār wa hatk al-astār[68].

Ne nous est pas parvenu :
Ikfâr al-mu'awwilîn, destiné à réfuter les positions du mutazilite al-Naẓẓam.